# Rhinocryptinae
Rhinocryptinae es una subfamilia propuesta de aves paseriformes perteneciente a la familia Rhinocryptidae, cuyas especies se distribuyen fragmentadamente en diversos ambientes por América del Sur, desde Venezuela hasta Tierra del Fuego.

## Taxonomía
Los estudios de genética molecular de Ericson et al. (2010) confirman la monofilia de la familia Rhinocryptidae y sugieren la existencia de dos grandes grupos dentro de la misma, de forma muy general, el formado por las especies de mayor tamaño, y el integrado por las especies menores. Ohlson et al. (2013) proponen la división de la familia en dos subfamilias, una, Rhinocryptinae, agrupando a las especies de mayor tamaño y otra, Scytalopodinae J. Müller, 1846, agrupando a las especies de menor tamaño.

## Géneros
Según el ordenamiento propuesto, la presente subfamilia agrupa a los siguientes géneros:
- Psilorhamphus
- Liosceles
- Acropternis
- Rhinocrypta
- Teledromas
- Pteroptochos
- Scelorchilus